# Nikola Blažičko
Nikola Blažičko (* 13. September 1977 in Rijeka, Jugoslawien) ist ein ehemaliger kroatischer Handballspieler. Seine Körperlänge beträgt 1,88 m. Nikola Blažičko ist verheiratet mit Afamia und hat einen Sohn.
Blažičko, der zuletzt für den deutschen Verein TuS N-Lübbecke (Rückennummer 1) spielte und für die kroatische Handballnationalmannschaft auflief, war Handballtorwart.
Nikola Blažičko begann mit dem Handballspiel bei Zamet Rijeka in seiner Heimatstadt. Dort debütierte er auch in der ersten kroatischen Liga. 1999 wechselte er zu Brodomerkur Split, wo er allerdings erfolglos blieb, sodass er 2002 nach Rijeka zurückkehrte. 2004 wurde Blažičko vom kroatischen Topclub RK Zagreb unter Vertrag genommen. Mit den Hauptstädtern gewann er 2005 sowie 2006 Meisterschaft und Pokal. 2006 ging er für ein Jahr nach Frankreich zu Paris Handball, wo er 2007 den französischen Pokal gewann. 2007 schloss er sich dem deutschen Bundesligisten TuS N-Lübbecke an. Mit den Ostwestfalen stieg er 2008 in die 2. Handball-Bundesliga ab, in der folgenden Saison gelang der sofortige Wiederaufstieg. 2017 beendete er seine Karriere. Anschließend wurde er Torwarttrainer bei TuS N-Lübbecke. Dazu übernahm er kurzzeitig das Traineramt der A-Jugend JSG NSM-Nettelstedt und ist aktuell Torwarttrainer bei der JSG LIT 1912 (zuvor: JSG NSM-Nettelstedt). Hauptberuflich arbeitet er als Sportlehrer am Wittekind-Gymnasium in Lübbecke.
Nikola Blažičko bestritt 32 Länderspiele für die kroatische Männer-Handballnationalmannschaft. Mit seinem Land gewann er bei der Weltmeisterschaft 2005 die Silbermedaille, bei der Europameisterschaft 2006 wurde er Vierter.